# XXII. Parteitag der KPdSU

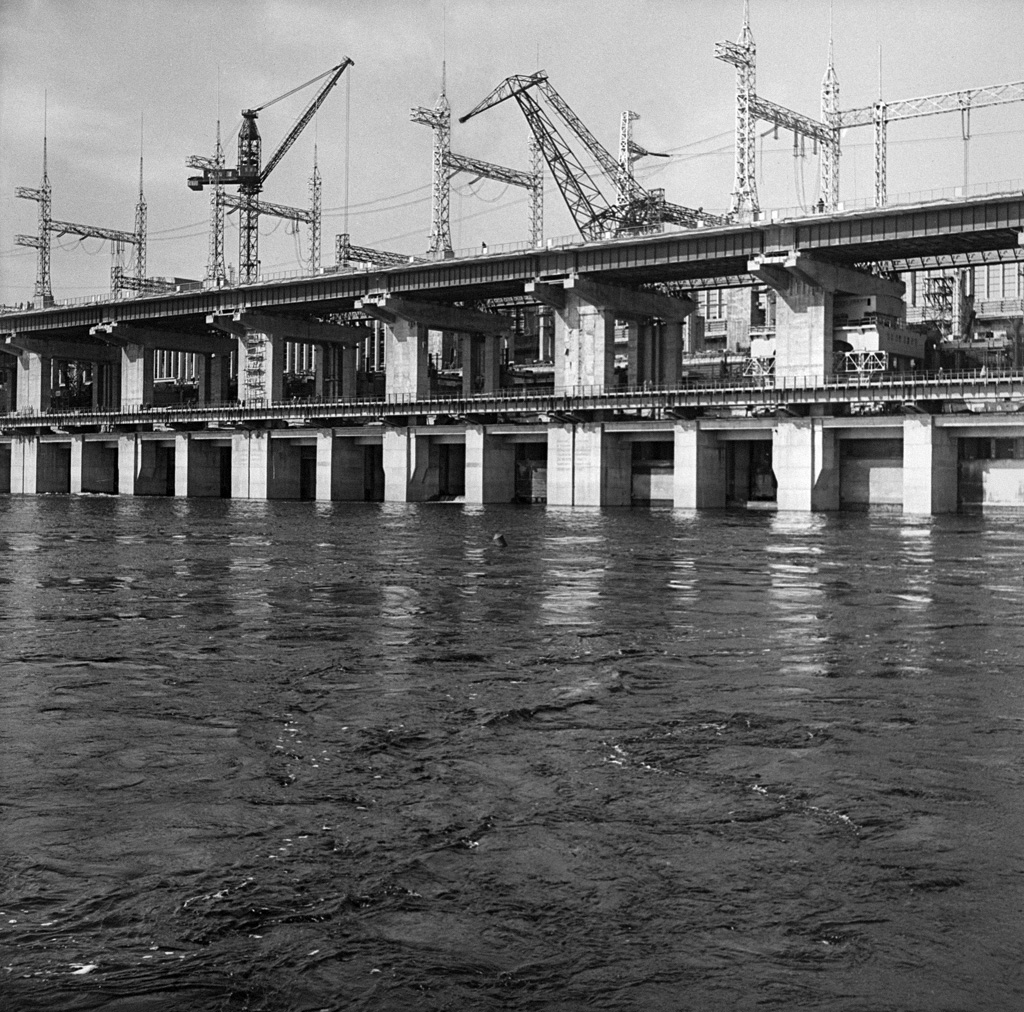
Das Wasserkraftwerk Wolgograd, das größte Wasserkraftwerk Europas, wurde am Vorabend des 22. Nationalen Parteitages der Kommunistischen Partei der Sowjetunion gebaut (und nach diesem benannt)

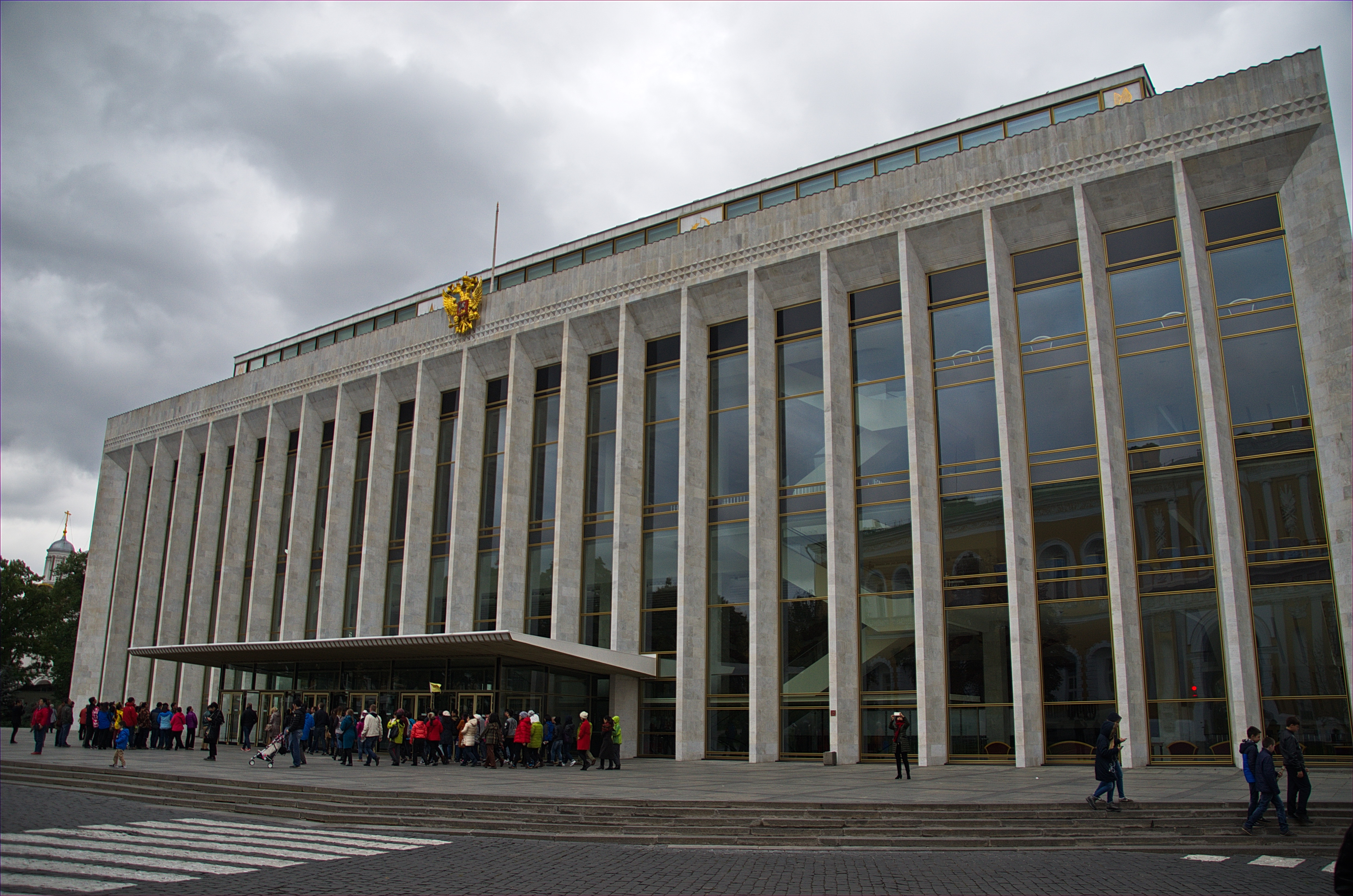
Staatlicher Kremlpalast (der Ort des Parteitags)

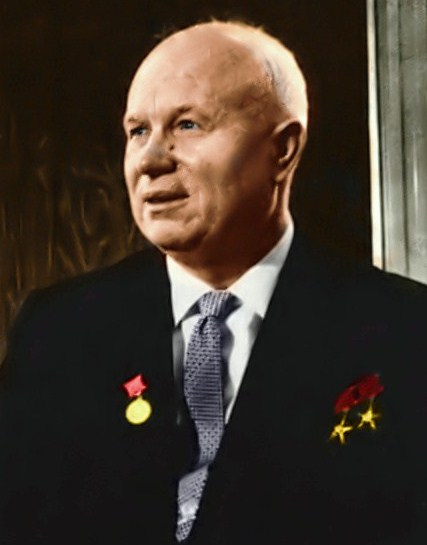
Nikita Chruschtschow (1961)

Der XXII. Parteitag der KPdSU (22. Parteitag der KPdSU, russisch XXII съезд КПСС XXII sjesd KPSS) fand vom 17. bis 31. Oktober 1961 in Moskau, UdSSR, statt. Er wurde zum ersten Mal im neuerrichteten Kongresspalast des Kremls abgehalten. Anwesend waren 4394 Delegierte mit ausschlaggebender Stimme und 405 Delegierte mit beratender Stimme sowie Delegationen von 80 ausländischen Parteien. Während der 14 Tage des Kongresses (am 22. Oktober war ein Tag frei) hatte Nikita Chruschtschow, der Generalsekretär des ZK der KPdSU, den Vorsitz.
Auf diesem Kongress kündigte Chruschtschow während seiner Rede an, dass bis 1980 in der UdSSR der Kommunismus aufgebaut werde und es wurde beschlossen, Stalins sterbliche Überreste aus dem Lenin-Mausoleum zu entfernen und separat zu bestatten.

## Der Parteitag
Auf der Tagesordnung standen:
- Der Bericht des Zentralkomitees der KPdSU (N. S. Chruschtschow);
- Bericht der Zentralen Revisionskommission der KPdSU (A. F. Gorkin[1]);
- Die Änderungen in der Verfassung der KPdSU (F. R. Koslow);
- Wahlen der zentralen Organe der Partei.

Zu den Geschenken an den XXII. Parteitag der KPdSU gehörten der Bau des größten europäischen Wasserkraftwerks Wolgograd und die Explosion der stärksten thermonuklearen Bombe der Geschichte auf dem Testgelände Nowaja Semlja.

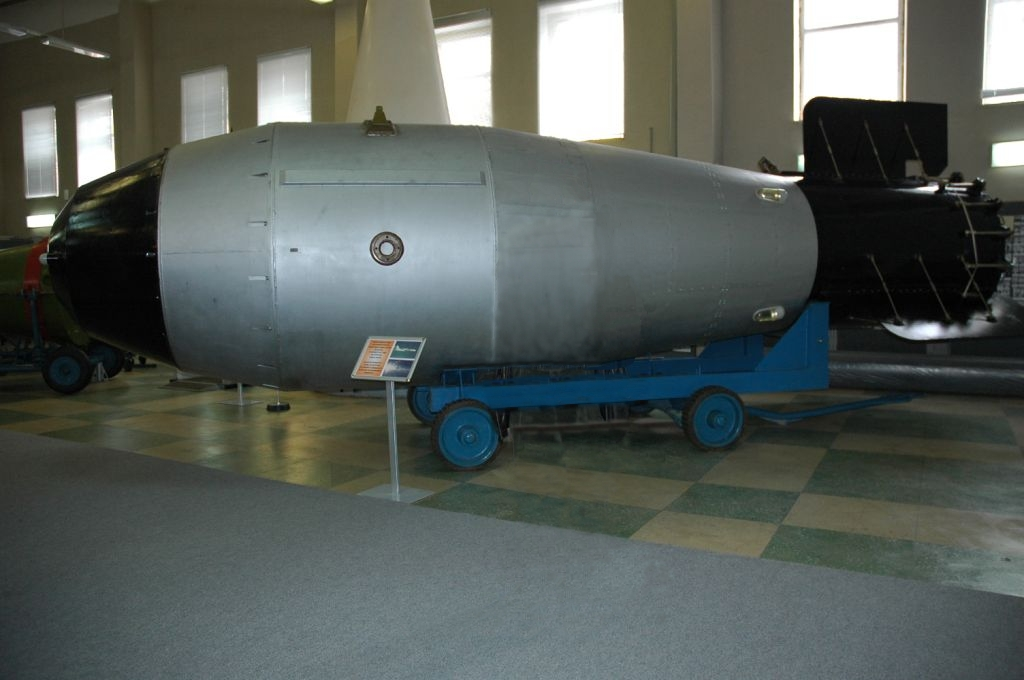
Maßstabsgerechtes Modell der Zar-Bombe im Sarower Atomwaffenmuseum

Der 22. Kongress der Kommunistischen Partei der Sowjetunion hat beschlossen:
- Die Charta der KPdSU, die u. a. den Moralkodex der Erbauer des Kommunismus enthielt.
- Das Dritte Programm der KPdSU wurde angenommen. Der Text des vom Kongress angenommenen Programms schließt mit dem berühmten (später gestrichenen) Satz: "Die Partei verkündet feierlich: "Diese Generation des Sowjetvolkes wird unter dem Kommunismus leben!

Der Kongress wählte das Zentralkomitee der KPdSU, das aus 175 Mitgliedern und 155 Kandidaten bestand, und das Zentrale Revisionskomitee, das aus 65 Mitgliedern bestand.

Dieser Kongress erließ als Teil des neuen Parteiprogramms den Moralkodex der Erbauer des Kommunismus, der im Programm und Statut der KPdSU angenommen wurde. Dem Autor Leonid M. Archangelski zufolge enthält dieser im Programm der KPdSU formulierte Moralkodex 

„die kommunistischen Kriterien der sittlichen Begriffe einschließlich der Kategorien des Guten, der Pflicht, des Gewissens, der Ehre und des Glücks... Erst in allerletzter Zeit ist in den Arbeiten W. P. Tugarinows, G. M. Gabs und S. S. Utkins der unserer Ansicht nach erfolgreiche Versuch unternommen worden, den Begriff des Guten marxistisch zu behandeln.“

Bei diesem Parteitag der Kommunistischen Partei der Sowjetunion war es das letzte Mal, dass die Kommunistische Partei Chinas an einem Kongress der Sowjetunion teilnahm, und die chinesische kommunistische Delegation wurde von Zhou Enlai angeführt, auf dem es zu einem heftigen Zusammenstoß mit der sowjetischen Seite und dem allmählichen Beginn der chinesisch-sowjetischen Zerwürfnisses kam. Während des Parteitags kündigte Chruschtschow an, dass er am 30. Oktober die Zarenbombe testzünden würde, die an Größe, Gewicht und Leistung stärkste Bombe, die jemals gezündet wurde.
Der Kongress intensivierte die Maßnahmen gegen den Stalin-Personenkult, die auf dem XX. Parteitag (1956) eingeleitet worden waren.
Auf dem Kongress erweiterten Chruschtschow und seine Unterstützer den Umfang der Enthüllungen im Vergleich zu 1956–1957 erheblich. In den Radioreportagen und auf den Zeitungsseiten, die die sowjetischen Bürger über den Kongress informierten, war zum ersten Mal die Rede von den "ungeheuerlichen Verbrechen" und der Notwendigkeit, die "historische Gerechtigkeit" wiederherzustellen, sowie von den Verhaftungen, Folterungen und Morden, die unter Stalin im ganzen Land stattgefunden hatten. Der ehemalige Häftling A. I. Solschenizyn war schockiert: "An eine so interessante Lektüre wie die Reden auf dem XXII. Parteitag kann ich mich schon lange nicht mehr erinnern!" Nach dem XXII. Kongress wurden die nach Stalin benannten Städte und Objekte in der UdSSR und in der DDR umbenannt (im restlichen Ostblock hatte dieser Prozess schon früher begonnen), Denkmäler wurden entfernt (außer dem Denkmal in seiner Heimat – in Gori), und sein Leichnam wurde aus dem Mausoleum entfernt.

## Entfernung von Stalins Leiche aus dem Mausoleum
Nach Chruschtschows Abschlussrede am 30. Oktober meldete sich Spiridonow, Erster Sekretär des Leningrader Gebietskomitees, zu einer außerplanmäßigen Frage zu Wort und schlug vor, Stalins Leiche aus dem Mausoleum zu entfernen. Dora Lasurkina (1884–1974), eine Delegierte des Kongresses und Parteimitglied mit fast sechzig Jahren Erfahrung, erklärte, dass sie am Tag zuvor Iljitsch konsultiert hatte, der "wie lebendig vor ihr zu stehen schien" und sagte, dass es ihm "unangenehm sei, in einem Sarg neben Stalin zu liegen, der so viel Ärger über die Partei gebracht hatte." («Стенографический отчёт…» / "Stenographischer Bericht...", Bd. 3, S. 121)
In Sachen der Exhumierung Stalins kursierte zu Sowjetzeiten der Witz:
– какая высшая мера партийного наказания была введена на XXII съезде?

– эксгумация.
– Was ist das höchste Maß an Parteistrafe, das auf dem XXII. Parteitag eingeführt wurde?  

– Exhumierung.

## Verschiedenes

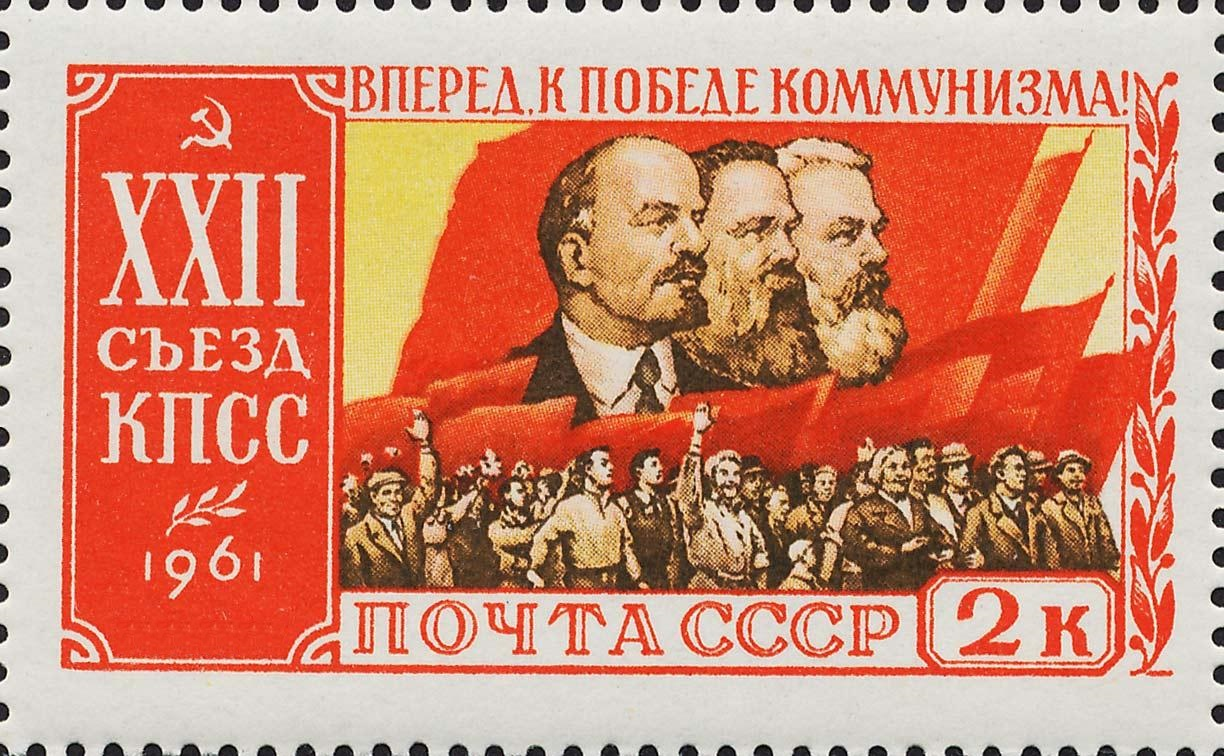
Sowjetische Briefmarke (1961)

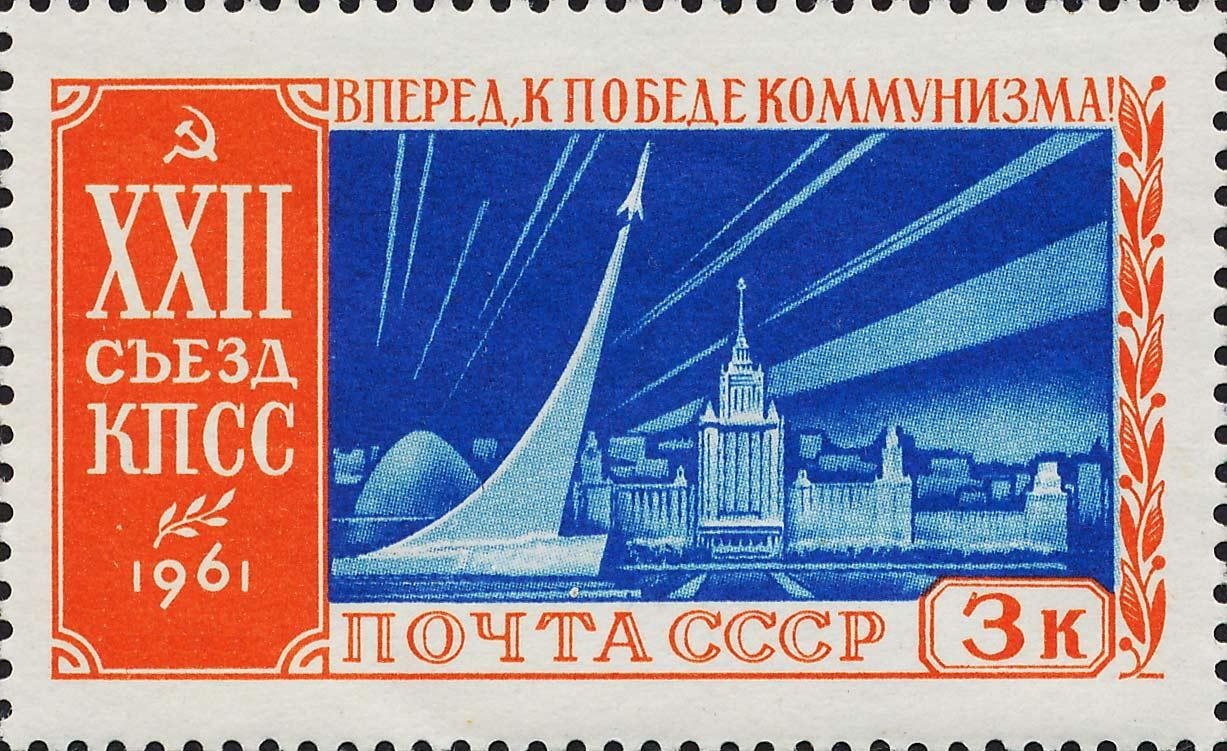
Sowjetische Briefmarke (1961)

Zu den Gästen des Kongresses zählte unter anderem der prominente Politiker W. W. Schulgin (1878–1976), eine öffentliche Figur des Russischen Reiches.
Das Wasserkraftwerk "Der XXII. Parteitag der KPdSU" an der Wolga (Wasserkraftwerk Wolgograd) wurde nach dem XXII. Parteitag benannt, auch der Gipfel des Hazrat Sulton im heutigen Tadschikistan und das Leningrader Metallwerk "XXII. Parteitag der KPdSU" u.v.a.m.